# UCI ProSeries
UCI ProSeries je druhá divize mužských sérií v silniční cyklistice. Tato série byla založena v roce 2020. Svou úrovní je umístěna pod UCI World Tour, ale nad různými regionálními UCI Continental Circuits.

## Vznik
V prosinci 2018 UCI oznámila různé změny ve struktuře a organizaci mužské profesionální silniční cyklistiky. Jednou z hlavních změn bylo založení UCI ProSeries, s čímž zanikla kategorie .HC. V říjnu 2019 UCI zveřejnila kalendář pro sezónu 2020 včetně ProSeries. Úvodní sezóna ProSeries měla mít původně 57 závodů, které byly dříve řazeny jako World Tour, .HC nebo .1 závody, ale mnoho z nich bylo zrušeno kvůli celosvětové pandemii covidu-19.

## Účast týmů
Závodů UCI ProSeries se mohou zúčastnit UCI WorldTeamy, které mohou zaplnit maximálně 70 % startovního pole v evropských závodech nebo 65 % v ostatních závodech. Zbytek účastnících týmů mohou být UCI ProTeamy, UCI Continental týmy nebo národní týmy.

## Závody
Úvodní UCI ProSeries obsahovala 57 závodů, 30 jednodenních (1.Pro) a 27 etapových (2.Pro). Kvůli pandemii covidu-19 bylo mnoho závodů zrušeno nebo odloženo v letech 2020 a 2021 a ProSeries musela být několikrát přeplánována. Kalendář zahrnuje závody v 19 zemích na 4 kontinentech:  Argentina,  Belgie,  Čína,  Dánsko,  Francie,  Itálie,  Japonsko,  Lucembursko,  Malajsie,  Německo,  Nizozemsko,  Norsko,  Omán,  Portugalsko,  Rakousko,  Spojené království,  USA,  Španělsko a  Turecko.

## Vítězové dle závodů
| Rok                             | 2020                    | 2021                    | 2022                    | 2023                    | 2024                    | 2025                    |
| ------------------------------- | ----------------------- | ----------------------- | ----------------------- | ----------------------- | ----------------------- | ----------------------- |
| Vuelta a San Juan               | Evenepoel (1/11)        | Zrušeno                 | Zrušeno                 | López (2/2)             | Mimo kalendář           | Mimo kalendář           |
| Volta a la Comunitat Valenciana | Pogačar (1/6)           | Küng                    | Vlasov (2/2)            | Costa (1/2)             | McNulty (2/3)           | Buitrago                |
| Kolem Ománu                     | Zrušeno                 | Zrušeno                 | Hirt                    | Jorgenson               | A Yates (2/3)           | A Yates (3/3)           |
| Figueira Champions Classic      | Mimo kalendář           | Mimo kalendář           | Mimo kalendář           | Součást UCI Europe Tour | Evenepoel (10/11)       | Morgado                 |
| Clásica de Almería              | Ackermann (1/2)         | Nizzolo (1/2)           | Kristoff (1/3)          | Moschetti               | Kooij (4/4)             | Fretin                  |
| Tour de La Provence             | Quintana (1/2)          | Sosa (1/2)              | Quintana (2/2)          | Zrušeno                 | Součást UCI Europe Tour | Součást UCI Europe Tour |
| Volta ao Algarve                | Evenepoel (2/11)        | Rodrigues               | Evenepoel (8/11)        | D Martínez (2/2)        | Evenepoel (11/11)       | Vingegaard (2/2)        |
| Vuelta a Andalucía              | Fuglsang                | López (1/2)             | Poels                   | Pogačar (5/6)           | Bez vítěze              | Sivakov (2/2)           |
| Faun-Ardèche Classic            | Cavagna                 | Gaudu                   | McNulty (1/3)           | Alaphilippe (2/2)       | Ayuso (1/2)             | Grégoire (2/2)          |
| Kuurne–Brusel–Kuurne            | Asgreen                 | M Pedersen (1/3)        | Jakobsen (2/2)          | Benoot                  | van Aert (4/4)          | Philipsen (5/5)         |
| La Drôme Classic                | Clarke                  | Bagioli (1/2)           | Vingegaard (1/2)        | Perez                   | Hirschi (4/6)           | Ayuso (2/2)             |
| Trofeo Laigueglia               | Ciccone                 | Mollema                 | Polanc                  | Peters                  | L Martinez (2/2)        |                         |
| Nokere Koerse                   | Zrušeno                 | Robeet                  | Tim Merlier (3/7)       | Tim Merlier (4/7)       | Tim Merlier (6/7)       |                         |
| Milán–Turín                     | Démare (1/6)            | Roglič (2/4)            | Cavendish (2/2)         | de Kleijn (1/2)         | Bettiol (1/2)           |                         |
| Grand Prix de Denain            | Zrušeno                 | Philipsen (2/5)         | Walscheid               | Molano                  | Steimle                 |                         |
| Bredene Koksijde Classic        | Zrušeno                 | Merlier (2/7)           | Ackermann (2/2)         | Thijssen                | Mozzato                 |                         |
| GP Miguel Indurain              | Zrušeno                 | Valverde                | Barguil                 | I Izagirre              | McNulty (3/3)           |                         |
| Tour of Hainan                  | Mimo kalendář           | Mimo kalendář           | Mimo kalendář           | Sevilla                 | Gate                    |                         |
| Scheldeprijs                    | Ewan (1/2)              | Philipsen (1/5)         | Kristoff (2/3)          | Philipsen (3/5)         | Tim Merlier (7/7)       |                         |
| Brabantský šíp                  | Alaphilippe (1/2)       | Pidcock                 | Sheffield               | Godon (1/2)             | Cosnefroy (1/2)         |                         |
| Tour of the Alps                | Zrušeno                 | S Yates                 | Bardet                  | Geoghegan Hart          | JP López                |                         |
| Kolem Turecka                   | Zrušeno                 | Díaz                    | Bevin                   | Součást UCI Europe Tour | van den Broek           |                         |
| GP du Morbihan                  | Zrušeno                 | Marit                   | Simon                   | De Lie (1/4)            | Cosnefroy (2/2)         |                         |
| Tro-Bro Léon                    | Zrušeno                 | Swift                   | Hofstetter              | Nizzolo (2/2)           | De Lie (3/4)            |                         |
| Classique Dunkerque             | Mimo kalendář           | Mimo kalendář           | Mimo kalendář           | Mimo kalendář           | Mimo kalendář           |                         |
| Tour de Hongrie                 | Součást UCI Europe Tour | Součást UCI Europe Tour | Součást UCI Europe Tour | Hirschi (1/6)           | Nys                     |                         |
| Čtyři dny v Dunkerku            | Zrušeno                 | Zrušeno                 | Gilbert                 | Grégoire (1/2)          | S Bennett               |                         |
| Kolem Norska                    | Zrušeno                 | Hayter                  | Evenepoel (9/11)        | Tulett                  | Laurance                |                         |
| Boucles de la Mayenne           | Zrušeno                 | Démare (3/6)            | Thomas                  | Lazkano                 | Bettiol (2/2)           |                         |
| Kolem Slovinska                 | Zrušeno                 | Pogačar (2/6)           | Pogačar (3/6)           | Zana                    | Aleotti                 |                         |
| Brussels Cycling Classic        | Merlier (1/7)           | Evenepoel (6/11)        | van der Hoorn           | Démare (6/6)            | Abrahamsen              |                         |
| ZLM Tour                        | Zrušeno                 | Zrušeno                 | Kooij (1/4)             | Kooij (3/4)             | Součást UCI Europe Tour | Součást UCI Europe Tour |
| Dwars door het Hageland         | Rickaert                | Tiller (1/2)            | Riesebeek               | Tiller (2/2)            | Vermeersch              |                         |
| Mont Ventoux Dénivelé Challenge | Součást UCI Europe Tour | Součást UCI Europe Tour | Součást UCI Europe Tour | L Martinez (1/2)        | Mimo kalendář           |                         |
| Kolem Belgie                    | Zrušeno                 | Evenepoel (4/11)        | Schmid                  | van der Poel (2/3)      | Wærenskjold             |                         |
| Kolem jezera Čching-chaj        | Součást UCI Asia Tour   | Součást UCI Asia Tour   | Součást UCI Asia Tour   | Mulubrhan               | Cepeda                  |                         |
| Tour de Wallonie                | Démare (2/6)            | Simmons                 | Stannard                | Ganna                   | Trentin                 |                         |
| Vuelta a Burgos                 | Evenepoel (3/11)        | Landa                   | Sivakov (1/2)           | Roglič (3/4)            | Kuss                    |                         |
| Arctic Race of Norway           | Zrušeno                 | Hermans                 | Leknessund              | Williams (1/2)          | Cort (1/2)              |                         |
| Danmark Rundt                   | Zrušeno                 | Evenepoel (5/11)        | Laporte (2/3)           | M Pedersen (2/3)        | De Lie (4/4)            |                         |
| Circuit Franco–Belge            | Zrušeno                 | Jakobsen (1/2)          | Kristoff (3/3)          | De Lie (2/4)            | Girmay                  |                         |
| Gran Trittico Lombardo          | Izagirre                | Mimo kalendář           | Mimo kalendář           | Mimo kalendář           | Mimo kalendář           | Mimo kalendář           |
| Deutschland Tour                | Zrušeno                 | Politt                  | A Yates (1/3)           | Van Wilder (1/2)        | M Pedersen (3/3)        |                         |
| Maryland Cycling Classic        | Zrušeno                 | Zrušeno                 | Vanmarcke               | Skjelmose (2/2)         | Zrušeno                 |                         |
| Tour of Britain                 | Zrušeno                 | van Aert (1/4)          | Serrano (1/2)           | van Aert (2/4)          | Williams (12/2)         |                         |
| GP Industria & Artigianato      | Zrušeno                 | Vansevenant             | Ulissi (2/2)            | Healy                   | Hirschi (5/6)           |                         |
| Coppa Sabatini                  | Smith                   | Valgren                 | Martínez (1/2)          | Hirschi (2/6)           | Hirschi (6/6)           |                         |
| GP de Fourmies                  | Zrušeno                 | Viviani                 | Ewan (2/2)              | Tim Merlier (5/7)       | de Kleijn (2/2)         |                         |
| GP de Wallonie                  | Zrušeno                 | Laporte (1/3)           | van der Poel (1/3)      | Serrano (2/2)           | Adrià                   |                         |
| Primus Classic                  | Zrušeno                 | Sénéchal                | Meeus                   | van der Poel (3/3)      | Baroncini               |                         |
| Tour de Luxembourg              | Ulissi (1/2)            | Almeida                 | Skjelmose Jensen (1/2)  | Hirschi (3/6)           | Tiberi                  |                         |
| Münsterland Giro                | Zrušeno                 | Cavendish (1/2)         | Olav Kooij (2/4)        | Hagenes                 | Philipsen (4/5)         |                         |
| Tour de Langkawi                | Celano                  | Zrušeno                 | Sosa (2/2)              | Carr                    | Poole                   |                         |
| Giro dell'Emilia                | Vlasov (1/2)            | Roglič (1/4)            | Mas                     | Roglič (4/4)            | Pogačar (6/6)           |                         |
| Coppa Bernocchi                 | Zrušeno                 | Evenepoel (7/11)        | Ballerini               | van Aert (3/4)          | Van Tricht              |                         |
| Tre Valli Varesine              | Zrušeno                 | De Marchi               | Pogačar (4/6)           | Van Wilder (2/2)        | Zrušeno                 |                         |
| Gran Piemonte                   | Bennett                 | Walls                   | García Cortina          | Bagioli (2/2)           | Powless (2/3)           |                         |
| Kolem jezera Tchaj-chu          | Zrušeno                 | Zrušeno                 | Zrušeno                 | Jackson                 | Krijnsen                |                         |
| Paříž–Tours                     | C Pedersen              | Démare (4/6)            | Démare (5/6)            | Sheehan                 | Laporte (3/3)           |                         |
| Giro del Veneto                 | Mimo kalendář           | Součást UCI Europe Tour | Součást UCI Europe Tour | Godon (2/2)             | Strong                  |                         |
| Japan Cup                       | Zrušeno                 | Zrušeno                 | Powless (1/3)           | Costa (2/2)             | Powless (3/3)           |                         |
| Veneto Classic                  | Mimo kalendář           | Součást UCI Europe Tour | Součást UCI Europe Tour | Formolo                 | Cort (2/2)              |                         |

### Vítězství dle jezdců
| Pořadí | Jezdec                     | Vítězství |
| ------ | -------------------------- | --------- |
| 1.     | Remco Evenepoel (BEL)      | 11        |
| 2.     | Tim Merlier (BEL)          | 7         |
| 3.     | Arnaud Démare (FRA)        | 6         |
| 3.     | Marc Hirschi (SUI)         | 6         |
| 3.     | Tadej Pogačar (SLO)        | 6         |
| 6.     | Arnaud De Lie (BEL)        | 4         |
| 6.     | Olav Kooij (NED)           | 4         |
| 6.     | Jasper Philipsen (BEL)     | 4         |
| 6.     | Primož Roglič (SLO)        | 4         |
| 6.     | Wout van Aert (BEL)        | 4         |
| 11.    | Alexander Kristoff (NOR)   | 3         |
| 11.    | Christophe Laporte (FRA)   | 3         |
| 11.    | Brandon McNulty (USA)      | 3         |
| 11.    | Mads Pedersen (DEN)        | 3         |
| 11.    | Neilson Powless (USA)      | 3         |
| 11.    | Mathieu van der Poel (NED) | 3         |

### Vítězství dle národností
| Pořadí | Národ              | Vítězství | Jezdci |
| ------ | ------------------ | --------- | --- |
| 1.     | Belgie             | 45        | Evenepoel (11), Merlier (7), De Lie (4), Philipsen (4), van Aert (4), Van Wilder (2), Benoot, Gilbert, Hermans, Marit, Meeus, Nys, Rickaert, Robeet, Thijssen, Van Tricht, Vanmarcke, Vansevenant, Vermeersch |
| 2.     | Francie            | 30        | Démare (6), Laporte (3), Alaphilippe (2), Cosnefroy (2), Godon (2), L Martinez (2), Bardet, Barguil, Cavagna, Gaudu, Grégoire, Hofstetter, Laurance, Perez, Peters, Sénéchal, Simon, Sivakov, Thomas          |
| 3.     | Itálie             | 22        | Bagioli (2), Bettiol (2), Nizzolo (2), Ulissi (2), Aleotti, Ballerini, Baroncini, Celano, Ciccone, De Marchi, Formolo, Ganna, Moschetti, Mozzato, Tiberi, Trentin, Viviani, Zana                              |
| 4.     | Nizozemsko         | 17        | Kooij (4), van der Poel (3), de Kleijn (2), Jakobsen (2), Krijnsen, Mollema, Poels, Riesebeek, van den Broek, van der Hoorn                                                                                   |
| 5.     | Spojené království | 15        | Cavendish (2), Williams (2), A Yates (2), Carr, Geoghegan Hart, Hayter, Pidcock, Poole, Swift, Tulett, Walls, S Yates                                                                                         |
| 6.     | Španělsko          | 14        | Serrano (2), Adrià, Ayuso, Díaz, García Cortina, G Izagirre, I Izagirre, Landa, Lazkano, JP López, Mas, Sevilla, Valverde                                                                                     |
| 7.     | Dánsko             | 12        | M Pedersen (3), Cort (2), Skjelmose (2), Asgreen, Fuglsang, C Pedersen, Valgren, Vingegaard |
| 8.     | Slovinsko          | 11        | Pogačar (6), Roglič (4), Polanc |
| 8.     | USA                | 11        | McNulty (3), Powless (3), Jorgenson, Kuss, Sheehan, Sheffield, Simmons |
| 10.    | Kolumbie           | 9         | MÁ López (2), D Martínez (2), Quintana (2), Sosa (2), Molano |
| 10.    | Norsko             | 9         | Kristoff (3), Tiller (2), Abrahamsen, Hagenes, Leknessund, Wærenskjold |
| 12.    | Švýcarsko          | 8         | Hirschi (6), Küng, Schmid |
| 13.    | Nový Zéland        | 6         | G Bennett, Bevin, Gate, Jackson, Smith, Strong |
| 14.    | Německo            | 5         | Ackermann (2), Politt, Steimle, Walscheid |
| 15.    | Austrálie          | 4         | Ewan (2), Clarke, Stannard |
| 15.    | Portugalsko        | 4         | Costa (2), Almeida, Rodrigues |
| 17.    | Eritrea            | 2         | Girmay, Mulubrhan |
| 17.    | Irsko              | 2         | S Bennett, Healy |
| 17.    | Rusko              | 2         | Vlasov (2) |
| 20.    | Česko              | 1         | Hirt |
| 20.    | Ekvádor            | 1         | Cepeda |

### Vítězství dle týmů
Týmy psané kurzívou už nejsou aktivní.
| Pořadí | Tým                           | Vítězství | Jezdci |
| ------ | ----------------------------- | --------- | --- |
| 1.     | Soudal–Quick-Step             | 32        | Evenepoel (11), Merlier (4), Alaphilippe (2), Bagioli (2), Cavendish (2), Jakobsen (2), Van Wilder (2), Almeida, Asgreen, Ballerini, Cavagna, Schmid, Sénéchal, Vansevenant |
| 2.     | UAE Team Emirates XRG         | 24        | Hirschi (6), Pogačar (6), McNulty (3), Ulissi (2), Ackermann, Ayuso, Baroncini, Formolo, Molano, Polanc, A Yates                                                            |
| 3.     | Visma–Lease a Bike            | 19        | Kooij (4), Roglič (4), van Aert (4), Laporte (2), G Bennett, Benoot, Hagenes, Kuss, Vingegaard                                                                              |
| 4.     | Alpecin–Deceuninck            | 16        | Philipsen (4), Merlier (3), van der Poel (3), Laurance, Rickaert, Riesebeek, Stannard, Van Tricht, Vermeersch                                                               |
| 5.     | Groupama–FDJ                  | 11        | Démare (6), L Martinez (2), Gaudu, Grégoire, Küng |
| 5.     | Ineos Grenadiers              | 11        | D Martínez (2), Ganna, Geoghegan Hart, Hayter, Pidcock, Sheffield, Sivakov, Sosa, Tulett, A Yates                                                                           |
| 7.     | Intermarché–Wanty             | 9         | Kristoff (3), Costa (2), Girmay, Hirt, Thijssen, van der Hoorn |
| 7.     | EF Education–EasyPost         | 9         | Powless (3), Bettiol (2), Carr, Clarke, Healy, Valgren |
| 7.     | Israel–Premier Tech           | 9         | Williams (2), Bevin, De Marchi, Hermans, Nizzolo, Sheehan, Strong, Vanmarcke                                                                                                |
| 7.     | Movistar Team                 | 9         | Serrano (2), García Cortina, Jorgenson, Lazkano, MÁ López, Mas, Sosa, Valverde                                                                                              |
| 7.     | Lidl–Trek                     | 9         | M Pedersen (3), Skjelmose (2), JP López, Mollema, Nys, Simmons |
| 12.    | Lotto                         | 7         | De Lie (4), Ewan (2), Gilbert |
| 12.    | Red Bull–Bora–Hansgrohe       | 7         | Ackermann, Adrià, Aleotti, Meeus, Politt, Vlasov, Walls |
| 14.    | Arkéa–B&B Hotels              | 6         | Quintana (2), Barguil, Hofstetter, Mozzato, Swift |
| 14.    | Cofidis                       | 6         | I Izagirre, Laporte, Perez, Thomas, Viviani, Walscheid |
| 14.    | Decathlon–AG2R La Mondiale    | 6         | Cosnefroy (2), Godon (2), S Bennett, Peters |
| 14.    | Uno-X Mobility                | 6         | Cort (2), Tiller (2), Abrahamsen, Wærenskjold |
| 18.    | Team Picnic PostNL            | 5         | Bardet, Leknessund, C Pedersen, Poole, van den Broek |
| 19.    | Team Bahrain Victorious       | 3         | Landa, Poels, Tiberi |
| 19.    | Team Jayco–AlUla              | 3         | Smith, S Yates, Zana |
| 19.    | Tudor Pro Cycling Team        | 3         | de Kleijn (2), Trentin |
| 19.    | XDS Astana Team               | 3         | Fuglsang, G Izagirre, Vlasov |
| 23.    | Team Medellín                 | 2         | MÁ López, Sevilla |
| 23.    | Q36.5 Pro Cycling Team        | 2         | Moschetti, Steimle |
| 25.    | Wagner Bazin WB               | 1         | Robeet |
| 25.    | Bolton Equities Black Spoke   | 1         | Jackson |
| 25.    | Burgos Burpellet BH           | 1         | Gate |
| 25.    | Caja Rural–Seguros RGA        | 1         | Cepeda |
| 25.    | Delko                         | 1         | Díaz |
| 25.    | Itálie (národní tým)          | 1         | Ciccone |
| 25.    | Malaysia Pro Cycling          | 1         | Celano |
| 25.    | Parkhotel Valkenburg          | 1         | Krijnsen |
| 25.    | Team Flanders–Baloise         | 1         | Marit |
| 25.    | Team Qhubeka NextHash         | 1         | Nizzolo |
| 25.    | Team TotalEnergies            | 1         | Simon |
| 25.    | VF Group–Bardiani–CSF–Faizanè | 1         | Mulubrhan |
| 25.    | W52 / FC Porto                | 1         | Rodrigues |